# 和田邦坊
和田 邦坊（わだ くにぼう、1899年8月24日 - 1992年11月7日）は、日本の漫画家・小説家・デザイナー・画家。本名は和田 邦夫（わだ くにお）。

## 略歴
1899年（明治32年）、香川県琴平町に生まれる。
1926年（大正15年）に東京日日新聞社（現：毎日新聞）に入社し、記者や風刺漫画家として活動。新聞漫画家としては朝日新聞社の岡本一平と並ぶ絶大な人気を誇った。小説家としても活躍し、『うちの女房にゃ髭がある』（1936年）は同年に日活で映画化された。
1938年（昭和13年）に東京日日新聞社を退社し、それ以後は故郷の香川県で画家やデザイナーとして活動した。「灸まん」「名物かまど」「ひょうげ豆」など多数の香川県名物のパッケージデザインを手がけ、甥である山田潔が1979年（昭和54年）に「うどん本陣 山田家」を設立した時には、弟の山田正夫（山田家の創業者の父で、画家）とともに店の総合プロデュースを行った。山田家名物「ざるぶっかけ」の命名者は和田邦坊である。
1965年（昭和40年）開館の讃岐民芸館（栗林公園内）の初代館長に就任。
1992年（平成4年）死去。
灸まん本店の運営する「灸まん美術館」内に、和田邦坊の画業を記念する「和田邦坊画業館」が存在し、名物かまどが運営する「かまどホール」でもしばしば展覧会が行われている。また、かがわ物産館「栗林庵」でも多数の邦坊グッズを取り扱っている。

## 受賞歴
- 1964年 - 香川県、『文化功労者』表彰を受賞[2]。
- 1966年 - 四国新聞社、『文化賞』表彰を受賞[2]。

## 代表作
- 「成金栄華時代」（1928年頃） - 料理屋の玄関で「暗くてお靴が分からないわ」と言う女性に対し、百円札を燃やして「どうだ明くなったろう」と言う成金の風刺画。
- 『うちの女房にゃ髭がある』（1936年）
- 「灸まん」のパッケージ[1]
- 「名物かまど」のパッケージ
- 「ひょうげ豆」のパッケージ
- 「ぶどう餅」のパッケージ
- 「うどん本陣 山田家」のプロデュース（1979年）